# 湖北省人民政府文史研究馆
湖北省人民政府文史研究馆是中华人民共和国湖北省具有统战性和荣誉性的文史研究机构，曾是湖北省人民政府直属事业单位。

## 历任馆长
- 沈肇年
- 朱士嘉
- 吴丈蜀
- 朱启耕
- 赵毓清
- 熊召政